# George Regas
Georgios Thomas Regakos, més conegut com a George Regas, (Esparta, 9 de novembre de 1890 – Hollywood, Los Angeles, Califòrnia, 13 de desembre de 1940) fou un actor de cinema i de teatre grec.

## Biografia
Nascut a la ciutat moderna d'Esparta, Grècia, fou el germà del també actor Pedro Regas. S'inicià en el teatre a Atenes abans d'emigrar als Estats Units d'Amèrica. A Nova York interpretà a Romeu a la versió grega de Romeu i Julieta.
L'any 1921 Regas actuà a la seva primera pel·lícula, The Love Light, amb Mary Pickford. Aquesta pel·lícula fou produïda per la companya de cinema de Pickford. Interpetrà a multitud de personatges en més d'un centenar de pel·lícules. Amb posat arrogant i complexió mediterrània va poder encarnar una gran varietat de nacionalitats en pel·lícules d'acció i aventura. Es va casar amb l'actriu Reine Davies, germana de Marion Davies.
Regas morí el 13 de desembre de 1940 a Hollywood, Califòrnia, als cinquanta anys, després de contraure una infecció de laringe duranta una operació quirúrgica. El seu darrer paper cinematogràfic fou el sergent Gonzales a The Mark of Zorro. Està enterrat al Cementiri Etern de Hollywood juntament amb el seu germà.

## Filmografia
- The Love Light (1921)
- Omar the Tentmaker (1922)
- That Royle Girl (1925)
- The Wanderer (1925)
- Beau Geste (1926)
- Desert Gold (1936)
- Redskin (1929)
- The Wolf Song (1929)
- The Rescue (1929)
- Battling with Buffalo Bill (1931)
- Beau Ideal (1931)
- Blood Money (1933)
- Bulldog Drummond Strikes Back (1934)
- Grand Canary (1934)
- Fighting Trooper (1934)
- The Red Blood of Courage (1935)
- La càrrega de la Brigada lleugera (The Charge of the Light Brigade) (1936)
- Rose Marie (1936)
- Daniel Boone (1936)
- Robin Hood of El Dorado (1936)
- Clipped Wings (1937)
- The Legion of Missing Men (1937)
- The Cat and the Canary (1939)
- Arrest Bulldog Drummond (1939)
- Code of the Secret Service (1939)
- The Light That Failed (1939)
- The Adventures of Sherlock Holmes (1939)
- The Mark of Zorro (1940)